# Songtsen Gampo
Songtsen Gampo ("Songtsen de Wijze"), Wylie: Khri-Stong-rtsan, (605–650), wordt in de traditionele lijst van de koningen van Tibet als de drieëndertigste benoemd.

## Achtergrond
Zijn vader, Namri Songtsen (overleden 619) had door een politiek van sluiten van bondgenootschappen en veroveringen het koninkrijk al aanzienlijk weten uit te breiden met het gebied van de Sumpa. Dat is globaal het gebied van het westelijk deel van Kham en Amdo. Veroveringen in het westen brachten het noordelijk deel van Tsang tot aan de grens met het koninkrijk Zhangzhung onder gezag van de Tibetaanse koning.
Na 610 kwamen clanleiders die nieuw veroverd gebied bestuurden in opstand tegen Namri Songtsen. Hij werd in 619 door het toedienen van gif vermoord.

## Uitbreiding van het rijk
Songtsen Gampo werd op de leeftijd van dertien jaar de opvolger van zijn vader. De eerste jaren van zijn leven waren gewijd aan het neerslaan van de opstand. In die jaren diende hij ook nog rekening te houden met een machtsstrijd met zijn broer Btsan-srong. Songtsen Gampo slaagde erin zijn broer te laten vermoorden.
Huwelijksallianties waren in de tijd van het Tibetaanse rijk van enorme betekenis. Songtsen Gampo's zuster Sad-mar-kar werd uitgehuwelijkt aan Lig-myi-rhya, koning van Zhangzhung. De koning weigerde het huwelijk te consummeren. In de klassieke Tibetaanse geschiedschrijving ontstond hierdoor een verwijdering tussen beiden. De impasse in het huwelijk leidde uiteindelijk tot een verslechtering van de relaties tussen de beide landen, waarbij Sad-mar-kar loyaal gebleven zou zijn aan haar broer Songtsen. Het was dan ook haar informatie die het tijdstip van de Tibetaanse aanval bepaalde.
Hedendaagse tibetologen gaan ervan uit, dat de koning opzettelijk ieder seksueel contact met de zus van Songtsen Gampo vermeed. Een situatie waarin een eventuele troonopvolger in Zhangzhung nauwe familierelaties met de machtiger Tibetaanse koning zou hebben, was bedreigend voor de continuïteit van de monarchie in Zhangzhung.
Met de verovering van Zhangzhung was vrijwel het gehele Tibetaanse plateau voor het eerst onder een verenigd bestuur gebracht. De menskracht, buit en andere bronnen die met de verovering voor Tibet beschikbaar kwamen, waren een grote bijdrage voor verdere veroveringen. In de loop van de achtste eeuw werd het gebied in de Tibetaanse cultuur geassimileerd.
In het gebied van Kokonor had zich in de derde eeuw een Turkstalig nomadenvolk, de Azha gevestigd. Vanaf het begin van de zevende eeuw was het in feite een bufferstaat tussen het gebied van de Tang-dynastie en het Tibetaanse rijk. Omstreeks 634 zond de Tang-dynastie een leger naar het gebied dat de Azha versloeg. Dit bracht de Tang-dynastie in conflict met het Tibetaanse rijk.
Songtsen Gampo wilde eerst een militaire confrontatie vermijden en trachtte het conflict met diplomatieke middelen te neutraliseren. Een daarvan was zijn voorstel aan de Chinese keizer Taizong een Chinese prinses uit de keizerlijke familie te laten huwen met een lid van de koninklijke Tibetaanse familie. Dat voorstel werd verworpen. 
Hierop viel Songtsen Gampo in 638 het gebied binnen, versloeg de Azha en begon invallen op Chinees grondgebied te organiseren. Ook het oostelijk deel van Amdo werd op deze wijze onderdeel van het Tibetaanse rijk. 
Dit had tot resultaat dat voor het Chinese hof het beschikbaar stellen van een prinses nu wel bespreekbaar werd.
De Chinese prinses Wencheng werd een van de vrouwen van de kroonprins Gungri Gungtsen (628-647). De feitelijke historische betekenis van het huwelijk was dat het een periode van ongeveer twee decennia vrede tussen de Tang-dynastie en het Tibetaanse rijk bracht. De Tibetaans-Chinese betrekkingen als gevolg hiervan brachten ook een vorm van culturele uitwisseling tot stand. Jonge Tibetaanse aristocraten gingen naar de Chinese hoofdstad Chang'an om daar te studeren en vast staat dat in de decennia na het huwelijk Chinese ambachtslieden in Tibet onderwezen hoe bijvoorbeeld papier en inkt moesten worden gemaakt.
Rond 635 werd de Nepalese koning Nerandradeva uit zijn land verdreven en bracht de volgende jaren in ballingschap in het Tibetaanse rijk door. Kort na 640 keerde Nerandreva met een Tibetaans leger naar Nepal terug, waar hij weer de troon besteeg. Feitelijk was Nepal toen tot een vazalstaat gemaakt.
Aan het eind van zijn regeerperiode was er sprake van een direct militair conflict met India. De Tang-dynastie had goede diplomatieke relaties ontwikkeld met de koning Harsha ( 590-647), die het grootste deel van het noorden van India regeerde. In 648 arriveerde een hoge delegatie uit China en ontdekte dat Harsha het jaar daarvoor was overleden. Een nieuwe Indiase krijgsheer doodde alle delegatieleden, op twee na die naar Tibet wisten te ontsnappen. Songtsen Gampo zond de twee met een Tibetaans leger naar India. Het Indiase leger werd verslagen en de krijgsheer werd als gevangene aan de Tang-dynastie uitgeleverd. Het gebied van de huidige deelstaat Arunachal Pradesh en Sikkim gingen deel uitmaken van het Tibetaanse rijk.

## Opvolging
In de periode vóór Songtsen Gampo was het gebruikelijk dat een kroonprins op de leeftijd van dertien jaar ook daadwerkelijk koning werd. In een aantal Tibetaanse bronnen wordt gemeld, dat Songtsen Gampo in 641 afstand van het koningschap deed ten gunste van zijn dan dertienjarige zoon Gungri Gungtsen. Hedendaagse tibetologen gaan ervan uit dat als dit inderdaad heeft plaatsgevonden, dit meer een daad van symbolische betekenis is geweest. Songtsen Gampo zou in wezen geen afstand van de feitelijke macht hebben gedaan.
Gungri Gungtsen overleed in 647, waarna Songtsen Gampo weer tot aan zijn dood in 650 ook in formele zin het koningschap bekleedde. Hij werd opgevolgd door zijn kleinzoon Mansong Mangtsen (643-676).

## Relatie met de clanleiders
De koningen in de periode van zowel voor als tijdens het Tibetaanse rijk waren geen absolute vorsten. Ze moesten regeren als  primus inter pares, die slechts zeker konden zijn van hun positie zolang de clanleiders hen wensten te ondersteunen. Een succesvol koning diende te zorgen, dat de koninklijke belangen en die van de meerderheid van de clans samenvielen. Grote delen van met name de periferie van het rijk werden dan ook bestuurd door de aristocratie uit de clans, die in de praktijk het gebied als hun eigendom beschouwden.
De preambule van de Tibetaanse annalen maakt duidelijk, dat er ook dodelijke rivaliteit tussen de clans onderling was. Die tekst meldt ook een poging tot moord van een van de clans op Songtsen Gampo, die verhinderd werd door de Gar-clan.

## In de klassieke Tibetaanse geschiedschrijving
De klassieke Tibetaanse geschiedschrijving over de periode van het Tibetaanse rijk vangt eind tiende eeuw aan. In die geschiedschrijving worden aan Songtsen Gampo drie grote culturele bijdragen toegeschreven.
De eerste is die van de introductie van een schriftsysteem voor Tibet. Daarin zond hij een jongeman uit de clan van de Thonmi naar Kashmir om daar de kennis te verwerven om dat te creëren. Thonmi was een dermate ijverige student dat hij daar de Indiase naam Thonmi Sambhota kreeg; Thonmi de goede Tibetaan. Nadat Thomni naar Tibet was teruggekeerd en het schrift had ontworpen zou Songtsen Gampo zelf zich hebben teruggetrokken voor een retraite van vier jaar om dat te leren beheersen.
De tweede is de opstelling en codificatie van een vorm van wetgeving.
De derde is die van de introductie van het boeddhisme in het land. Op dit onderdeel gaat de beschrijving van Songtsen Gampo in die geschiedschrijving mythische proporties aannemen. Een van de belangrijkste teksten, waarin dit aspect beschreven wordt is de Mani kabum.
In de Mani kabum wordt de bodhisattva Avalokitesvara voor het eerst beschreven als de beschermer van Tibet en als het fundamentele principe voor verlichting. In de tekst is Avalokitesvara de belichaming van het Volkomen Mededogen, dat de basis is voor liefde, vriendelijkheid en het verzorgen en liefhebben van alle levende wezens. Op het moment dat de Tibetanen rijp genoeg zijn om deze noties te ontvangen, verschijnt de bodhisattva aan hen in de vorm van de koning Songtsen Gampo.
In de tekst trouwt de koning met de Chinese prinses prinses Wencheng  en de Nepalese prinses Bhrikuti Devi. Beiden zijn al boeddhist en brengen - als deel van hun bruidsschat - standbeelden mee van Gautama Boeddha, die een plaats krijgen in speciaal daarvoor gebouwde tempels. Het door Wencheng meegebrachte beeld van de Jowo Shakyamuni is nu het meest vereerde en heiligste beeld van het Tibetaans boeddhisme. Beide vrouwen worden ook beschreven als emanaties van godinnen.
Het verhaal in de Mani kabum is vooral het epos van het geloof in Avalokitesvara als de beschermer van Tibet en de rol van Songtsen Gampo als de incarnatie van Avalokitesvara en de koning die het boeddhisme in Tibet introduceert in een tot dan toe barbaars land en daarmee de beschaving brengt.
In die geschiedschrijving is de tekst van Mani kabum door Songtsen Gampo zelf geschreven en werd vervolgens verborgen om eeuwen later als termadocument weer ontdekt te worden. Feitelijk en strikt historisch is de tekst van de Mani kabum geschreven vanaf eind elfde eeuw met nog enkele belangrijke aanvullingen uit de dertiende en veertiende eeuw.

## Tibetologisch onderzoek

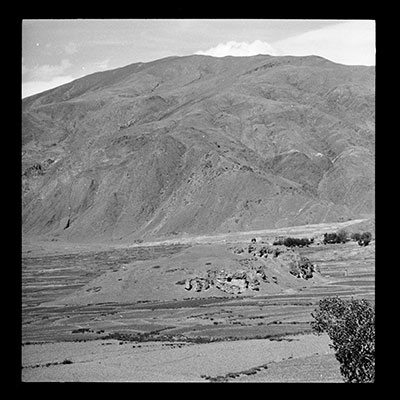
Grafheuvel van Songtsen Gampo

Tibetologisch onderzoek van de laatste decennia heeft het beeld van de klassieke Tibetaanse geschiedschrijving ook ten aanzien van andere aspecten bijgesteld.
Hedendaagse tibetologen hebben op zijn minst ernstige twijfel aan het historisch bestaan van Thonmi Sambhota. Het verhaal komt in de Tibetaanse literatuur pas voor het eerst voor in een document uit de elfde eeuw,  Het Pilaar-Testament ( in de Engelse vakliteratuur meestal The Vase-shaped Pillar Testament  genoemd). Het staat echter vast dat er Tibet in de periode van Songtsen Gampo een schriftsysteem ontwikkeld werd, dat sterk gebaseerd was op toen bestaande systemen in Nepal en het noorden van India.
Het is historisch ook onomstreden dat er in deze periode een aanvang is gemaakt met de opstelling en codificatie van een vorm van wetgeving. Dit zou echter op schrift gesteld worden in de periode van zijn opvolger Mansong Mangtsen door de belangrijkste minister van die periode Gar Tongtsen.
Onderzoek heeft geleid tot de conclusie dat de Chinese prinses Wencheng in 641 een van de vrouwen werd van de kroonprins Gungri Gungtsen (628-647). Na de dood van de kroonprins in 647 nam Songtsen Gampo Wencheng als een van zijn meerdere vrouwen. In de Tibetaanse annalen wordt voor het jaar 649/650 het overlijden van Songtsen Gampo gemeld met onder meer de mededeling dat hij de laatste drie jaar met Wencheng had gecohabiteerd.
Veel van de daden die in de klassieke geschiedschrijving aan Wencheng zijn gerelateerd, zoals het bouwen van tempels, moeten feitelijk gesitueerd worden in de periode van een tweede Chinese prinses in Tibet, Jincheng, in de achtste eeuw. De research geeft ook alle reden om aan te nemen dat haar persoonlijke invloed in Tibet uiterst gering was.
Er zijn ook ernstige twijfels aan het historisch bestaan van de Nepalese prinses Bhrikuti Devi. Een relatie tussen de beide koninklijke families zou heel goed mogelijk zijn in het licht van de toenmalig bestaande betrekkingen tussen beide gebieden. De naam van de prinses wordt echter pas voor het eerst in de twaalfde eeuw in de Tibetaanse literatuur genoemd.
Het is niet geheel uitgesloten dat er tijdens de periode van Songtsen Gampo al enige boeddhistische aanwezigheid was en getolereerd werd in Tibet. Het moet dan echter om een zeer beperkt aantal individuen gehandeld hebben. Zowel in de Tibetaanse annalen als de Oude Tibetaanse kroniek wordt nergens melding gemaakt van het voorkomen van enig boeddhisme tijdens deze periode. Er is geen ook enkele hedendaagse tibetoloog die noties hanteert dat Songtsen Gampo en/of diens hof zich bekeerd zou hebben tot het boeddhisme.
- Bibsys: 1560455414816
- Gemeinsame Normdatei: 123625467
- International Standard Name Identifier: 0000 0000 2328 7666
- Library of Congress Control Number: n82145457
- Bibliotheek van het Japanse parlement: 032075696
- Nederlandse Thesaurus van Auteursnamen: 251947262
- Système universitaire de documentation: 086258184
- Virtual International Authority File: 33353502
- WorldCat: E39PCjFdY9V6XB9TcqDXXPB8wd